# Mariano Bernad
Mariano Bernad Sanz (Calanda, Teruel, 29 de septiembre de 1838 - Motril, Granada, 23 de mayo de 1915) fue un religioso sacerdote de la Orden de los Agustinos Recoletos, misionero y escritor de España.

## Biografía
Hasta los 17 años vivió en Calanda, ingresando a continuación en el convento de los agustinos recoletos de Monteagudo en  (Navarra), del que llegaría a ser director. En 1857 hizo profesión solemne. 
A los 23 años y ordenado sacerdote, fue destinado a las misiones de Tatay en Filipinas. Ejerció de misionero en Dumarán en La Paragua, islas Calamianes y Caradangas, en donde escribió el Vocabulario Cuyono y Apuntes gramaticales. 
En 1885 fue nombrado  para ir de párroco a la isla de Negros Oriental, regentando las parroquias de Dumaguete y Misamis en Mindanao; en sus visitas canónicas sufrió un naufragio del que se salvó milagrosamente (atribuido a la intersección de San José). 
Posteriormente, es elegido rector de Marcilla (España); su celo y ejemplo de observancia religiosa le valió el nombramiento de Definidor y presidente del capítulo provincial de Manila y en 1887 marchó para Brasil con el cargo de Comisario General Apostólico en donde fue Fundador de las misiones de Agua Saja, Ponte Nova y Santa Anna do Río das Velhas, entre otras, dejando constituidas las tres primeras misiones que se llamaron Triángulo Misionero. 
El 3 de junio de 1901 fue designado por el Papa León XIII como General de la Orden de Agustinos de España e Indias; restaurando las provincias españolas sufre asimismo la Insurrección Filipina. 
Agotado, en 1908 se retira al convento granadino de Motril, en donde morirá de un cáncer de laringe en 1915. En su obra literaria Preliminares describe viajes y fundaciones de los agustinos desde enero de 1899 a 1901. 
Uno de sus hermanos, el padre Mateo Bernad, fue también misionero agustino recoleto en Filipinas.

## Obras principales
- Vocabulario Cuyono
- Apuntes gramaticales
- Preliminares